# 西川嘉門
西川 嘉門（にしかわ かもん、1876年1月12日 - 1946年6月7日）は、日本の政治家。衆議院議員（1期）。

## 経歴
千葉県出身。商業を営む。小石川区会議員、東京市会議員、同参事会員、江戸川製紙(株)取締役となる。
1920年の第14回衆議院議員総選挙において千葉7区から立憲政友会公認で立候補して13票差で当選する。衆議院議員を1期務め、1924年の第15回衆議院議員総選挙には立候補しなかった。1946年死去。